# 東ヨーロッパ・クラトン

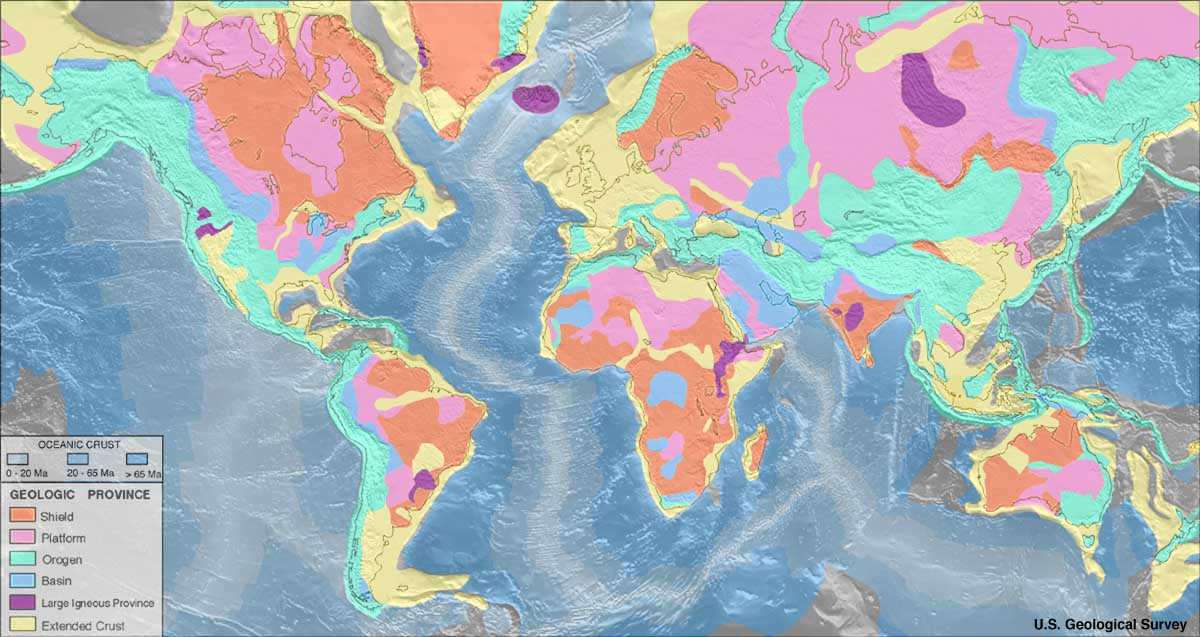
世界の地質学的区域図（アメリカ地質調査所）
楯状地
プラットフォーム
造山帯
盆地
巨大火成岩岩石区
大陸地殻延長部
海洋地殻:
0-20 Ma (100万年前)
20-65 Ma
>65 Ma

東ヨーロッパ・クラトン（ひがしヨーロッパ・クラトン、英: East European craton）は、構造地質学におけるクラトンのひとつである。現在の、バルティカ大陸始原プレートの中核であり、3つの地殻区域： 北西のフェノスカンジア楯状地、東のヴォルガ・ウラル・クラトン、南のサルマティア・クラトン から構成される、非常に広大な地質学的区域である。

## 概要
東ヨーロッパ・クラトンを構成する、フェノスカンジア楯状地はバルト楯状地 を含み、太古代と原生代初期の雑多な地殻の寄せ集めである。サルマティア・クラトンは、さらに古い太古代の地殻から成る。ヴォルガ・ウラル地域は、堆積物で厚く覆われているが、深部への掘削により、ほとんどが太古代の地殻であることを明らかになっている。東ヨーロッパ・クラトンには、フェノスカンジア楯状地／バルト楯状地とウクライナ楯状地という、2つの楯状地がある。ウクライナ楯状地とヴォロネジ山塊 (Voronezh Massif) は、南西と東側は 3.2 - 3.8 Ga（10億年前）の太古代の地殻から構成され、その他の地域は 2.3-2.1 Ga の原生代初期の造山帯から構成される。
中央ロシアのウラル山脈は、東ヨーロッパ・クラトンの東の端にあたり、原生代末期の、東ヨーロッパ・クラトンとシベリア・クラトンの造山型の衝突の痕跡である。中央ロシアのクラトンの南の境界は、サルマティア・クラトンが、顕生代の厚い堆積物と、アルプス造山運動により地中深くまで埋められる箇所に相当する。間に挟まった古生代後期の Donbass 褶曲帯（プリピャチ-ドニエプル-ドネツ オラーコジンとしても知られている）は、サルマティア・クラトンを横断して、これをウクライナ楯状地とヴォロネジ山塊に分割している。

## プラットフォームの基盤岩
最も特徴的な 東ヨーロッパ・クラトンの物理地質学的様相は、その幅 3000 km におよぶプラットフォームを覆う、広大な厚さ 3 km あるいはそれ以上のリフェアン（Riphean； 原生代中期から後期を指す地質年代）堆積層である。これは、基盤岩が露出した、バルト楯状地の北西部分と、南西にあるウクライナ楯状地との間で、鋭いコントラストを示している。リソスフェアの厚さも、ウクライナの 150 - 200 km、ロシア南部の 120 km、バルト楯状地北西部分の 250 km 以上というように、場所により大幅に変化し、これに伴って地殻の厚さも非常に大幅に変化する。クラトンの中にある楯状地は、全て露出した結晶性の地殻である。これに対して、クラトンのプラットフォームの部分は、結晶性の地殻あるいは基盤岩が、より若い堆積物により覆われている。従って、東ヨーロッパ・クラトンの地殻は、バルト楯状地及びウクライナ楯状地と、堆積物で覆われたプラットフォームの基盤岩から構成されることになる。

## 初期のプレート運動
東ヨーロッパ・クラトンは、大部分が初期の深いマントルプルームに起源を持つ、広大な原生代と古生代の地溝を伴う、非常に複雑なプレート活動履歴を持つ。